# 约亨·巴博克
约亨·巴博克（德語：Jochen Babock，1953年8月26日—），德国前男子雪车运动员。他曾代表东德参加1976年冬季奥林匹克运动会雪车比赛，联同迈因哈德·内默、伯恩哈德·格梅斯豪森和伯恩哈德·莱曼获得男子四人金牌。